# Ras les murs
Ras les murs est une émission de radio consacrée à l'actualité de la prison et des détenus. Elle est diffusée, suivant une programmation hebdomadaire, sur Radio libertaire, depuis 1989.

## Histoire
Jacques Lesage de La Haye raconte, qu'il rencontre notamment Michel Foucault, mais aussi Pierre Vidal-Naquet et d'autres intellos, au début des années 1970, alors qu'il milite dans le Groupe information prisons (GIP) ; qu'une émission sur les prisons existait sur Radio libertaire depuis sa création après la loi de 1981 sur les Radios libres, et qu'en 1989, elle a disparu lorsque Patrick Marest, de Radio Libertaire, lui propose de participer à la création d'une nouvelle. 
C'est ainsi qu'en 1989, le nouveau concept nommé Ras les murs, est inséré dans le programme de Radio libertaire, le média de la Fédération anarchiste.
Le 4 février 2009, l'émission fête ses 20 ans dans la petite salle Forum Léo Ferré.

## Sujet et synopsis
L'émission aborde des sujets en rapport avec la prison et les prisonniers, elle suit un synopsis bien établi : Ras les murs, débute par un billet d'humeur, se poursuit avec une discussion, de plus d'une heure, avec l'invité (écrivain, ancien détenu, ...) du jour, et se termine par le rituel immuable de la lecture des lettres de détenus.

## Diffusion et audience
Ras les murs est diffusée, chaque mercredi, entre 20h30 et 22h30, sur la bande FM (89.4). Elle peut être reçue par les franciliens situés dans un rayon de 50 km, autour de l'émetteur. Écoutée notamment dans les prisons de la région parisienne, elle est la plus forte écoute de la radio.

## Animateurs
Patrick Marest, fondateur, en 1996, et actuel délégué de la section française de l'Observatoire international des prisons (OIP) est l'un des cofondateurs, et anciens animateurs de l'émission.